# Паркс, Генри
Сэр Ге́нри Паркс (англ. Henry Parkes, 27 мая 1815, Стоунли, Уорикшир, Англия, Британская империя — 27 апреля 1896, Аннандейл, Сидней, Новый Южный Уэльс, Британская империя (современная Австралия)) — австралийский государственный деятель, премьер-министр Нового Южного Уэльса (1872—1891, с перерывами в 1876 и 1883—1887 годах), отец-основатель австралийской государственности, бизнесмен, журналист, писатель и поэт. Ещё при жизни назывался The Times «главной политической фигурой Австралии», эту же оценку исследователи разделяют и более чем через сто лет после смерти. По словам второго премьера страны Альфреда Дикина, «титан-самоучка, чьим естественным полем деятельности стал парламент».
Исследователи называют характер Паркса парадоксальным. Ему просто давались дела, связанные с работой в парламенте, в том числе и экономические (например, он основал в стране зону свободной торговли и заключил соглашения о торговых льготах), но при этом он терпел неудачи в делах, с ним не связанных (например, неоднократно становился банкротом). Он сделал образование всеобщим, бесплатным и светским, несмотря на то, что сам окончил лишь несколько классов школы. Большую часть своей жизни он провёл в привлечении новых иммигрантов из Европы и в борьбе за прекращение ссылки в Австралию заключённых, при этом ограничив китайскую иммиграцию. Его взгляды же были на грани между либерализмом и радикализмом.
Активист борьбы за создание Австралийской федерации, главная движущая сила процесса образования. В 1889 году произнёс знаменитую Тентерфилдскую речь, посвящённую этому вопросу, которая, как считается, положила начало процессу образования единого государства.
Кавалер ордена Святых Михаила и Георгия с 1877 года. В 1888 году произведён в рыцари Большого креста — самую старшую степень этого ордена.

## Ранние годы

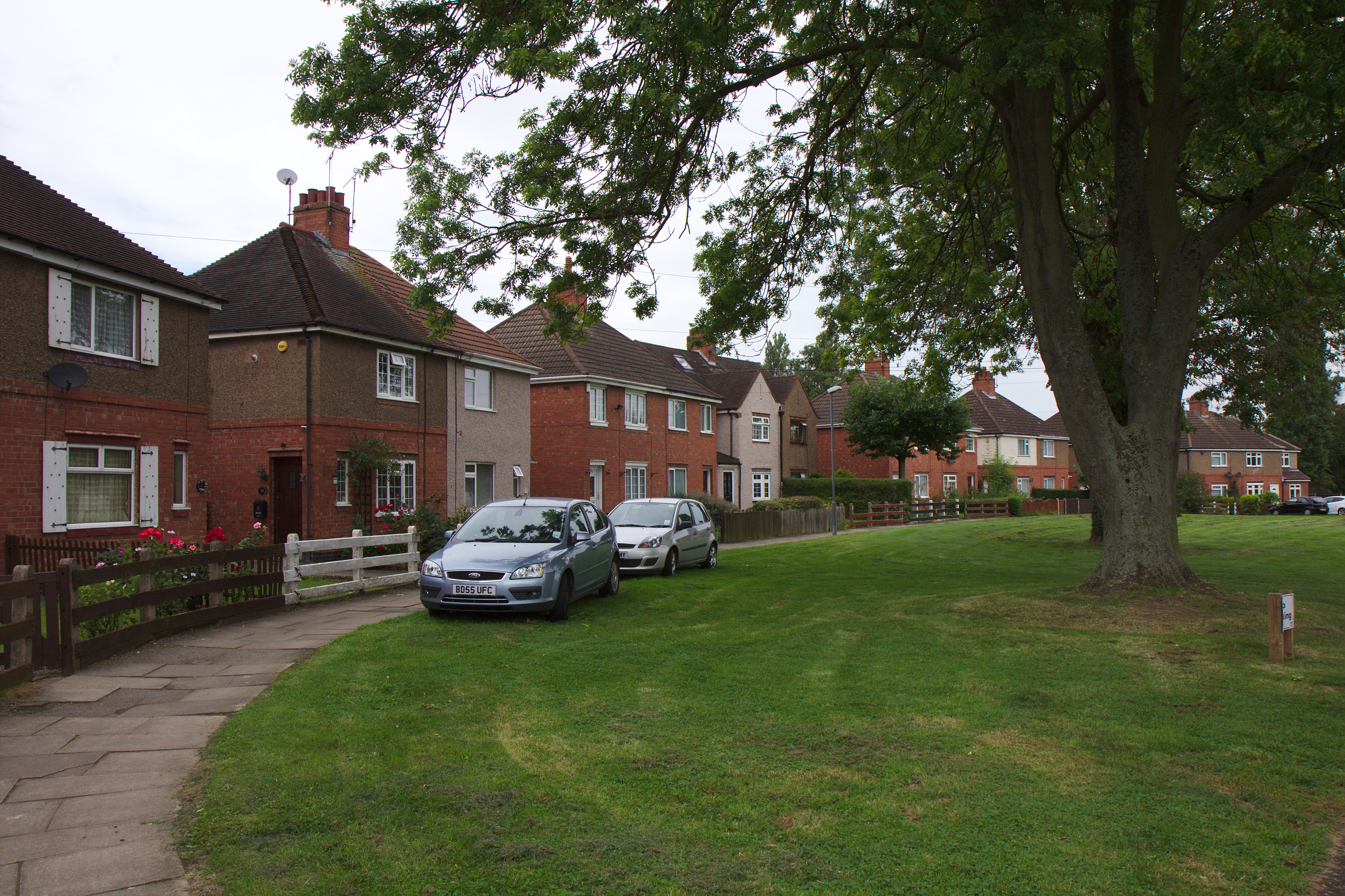
Дом, в котором родился Паркс, Стоунли

Родился в деревне Стоунли, поместье баронов Ли, пригороде Ковентри, 27 мая 1815 года. Исповедовал конгрегационализм, с подозрением относясь к римской церкви. Отец Паркса был мелким бедным фермером-йоменом, который из-за долгов был вынужден продать свою ферму, перебраться в город Бирмингем и устроиться садовником. В его многодетной семье Генри был седьмым ребёнком.
В детстве Паркс смог закончить лишь несколько классов: сначала простой школы, которую посещал в Кенилворте, графство Уорикшир, а затем академии в Глостере. По его собственным словам, полученное образование было «очень ограниченным и несовершенным». Оно окончилось в возрасте 11 лет, в дальнейшем будущий премьер занимался самообразованием.
При этом уже́ в возрасте восьми лет работал сначала канатоходцем в уличном цирке, затем рабочим на кирпичном заводе и помощником резчика по слоновой кости. В 1836 году Паркс женился и открыл собственное дело, однако быстро прогорел. Он отправился в Лондон, но прожил там лишь несколько недель и был вынужден покинуть Англию. По этому поводу газета Charter, издаваемая Генри Хетерингтоном, опубликовала стихотворение A Poet’s Farewell, осуждая «несправедливое общество, из-за которого такие люди, как Паркс, вынуждены влачить жалкое существование и переезжать в далёкую глушь». Паркс уезжал со словами: «Заработаю состояние и вернусь».

## Политическая деятельность до назначения премьер-министром

### Эмиграция и начало политической деятельности
27 марта 1839 года Паркс вместе с женой и маленьким ребёнком эмигрировал в Новый Южный Уэльс. Он прибыл в Порт-Джэксон города Сидней 25 июля на судне Strathfieldsaye, которое шло рейсом из Лондона и Плимута, везя с собой 295 bounty emigrants, к которым принадлежал и Паркс, и большое количество весьма респектабельных пассажиров. Bounty emigrants в основном состояли из мужчин-рабочих и домашней прислуги, в которую входили как мужчины, так и женщины. На борту у Паркса и его жены родился ещё один ребёнок, за несколько дней до прибытия. Сам себя Паркс называл «парящим авантюристом», также он вспоминал «сплошной угрюмый лес, который его встречал».
По прибытии у будущего политика и его семьи было мало денег, поэтому ему пришлось продать всё имущество, чтобы найти жильё и работу. Прошедшее десятилетие, 1830-е годы, в колонии было периодом бурного экономического роста, однако Паркс прибыл слишком поздно, чтобы воспользоваться его плодами. Первое время он работал в поместье сэра Джона Джеймисона, дворянина ирландского происхождения, через шесть месяцев устроился в латунный цех на сталелитейном заводе Томаса Бурдкейна, где проработал ещё два месяца, после чего устроился продавцом в магазин игрушек. В 1840 году Паркс нашёл себе место таможенника в департаменте города Сидней. Закупал инструменты и пять лет спустя открыл частный бизнес токарщика по слоновой кости и импортёра галантереи. Посчитав, что у этого бизнеса хорошие перспективы для расширения, он открыл ещё два торговых филиала, но оба обанкротились. В 1850 году Паркс закрыл бизнес, называя деловую жизнь излишне скучной, и сосредоточился на политической, публицистической и писательской деятельности, в которой проявлял необычный для его скудного образования талант. Он приобрёл репутацию «радикального патриота колонии».
В 1848 году Паркс получил должность секретаря-организатора при комитете ремесленников, который успешно провёл в Законодательный совет Сиднея Роберта Лоу. Когда в Австралию прибыло судно «Хашеми», символ британского колониализма в стране, Паркс стал одним из многочисленных участников протестов против продолжения использования Австралии как места ссылки каторжников. В том же году он выступил со своей первой публичной речью, в которой призывал к введению всеобщего избирательного права для граждан колонии. Благодаря этому он стал широко известен как борец за права рабочего класса
В 1850 году Паркс, выступавший с осуждением «навозной аристократии Ботани-Бея», вступил в «Австралийскую лигу» Джона Лэнга и Джеймса Уилшира, которая боролась за введение всеобщего избирательного права и создание «Великой федеративной республики». В июле этого же года он работал главным организатором и пропагандистом избирательной кампании Лэнга, сотрудничая с чартистом Дэвидом Блэром и выпуская собственные листовки и ежедневный журнал, посвящённый выборам.
В том же году Джон Лэнг победил на выборах в Законодательное собрание, но Лига вскоре распалась. Паркс покинул её, чтобы начать собственную борьбу с консервативными кругами, поддерживающими колонизаторов. По словам известного австралийского оратора, писателя, юриста и политика Дэниела Денихи, обращённым к Лэнгу, «Паркс утратил республиканский пыл и оставался „слишком явным англичанином“, чтобы быть республиканцем». Однако эта характеристика лишь частично отражала действительность: к этому времени Паркс понял, что главным противником консерваторов стало либеральное движение, и решил примкнуть к нему.

#### Основание газетыEmpireи продолжение политической борьбы
В конце 1849 года Паркс основал газету Empire, чей первый выпуск появился на свет 28 декабря 1850 в широкоформатном варианте и которая должна была стать рупором трудового народа, а также ведущим органом сиднейского либерализма. Газета выходила сначала в еженедельном, а затем в ежедневном формате. Паркс не только был её владельцем, но выступал также как редактор и журналист; первоначально газета была лояльна к Британской империи, но впоследствии на её страницах всё чаще появлялись призывы к введению в Австралии самоуправления. Вместе с ним в газете работал королевский адвокат Джеймс Мартин, представлявший консервативную фракцию; Мартин не был юристом по образованию, и присвоенный ему титул королевского адвоката вызывал раздражение у либералов. В конце концов газета выполнила свою цель и стала «главным органом либерализма середины века», служа «точкой сплочения и примирения самых острых, радикальных и либеральных умов». Паркс был её руководителем до 28 августа 1858 года, когда газета потерпела финансовый крах. 23 мая 1859 года издание возродилось под руководством Сэмюэля Беннета и было окончательно закрыто лишь в 1931 году. В XXI веке газета была оцифрована с помощь агрегатора Trove. Отчёту о своей журналистской деятельности он посвятил целую главу своей автобиографии; в «Национальном биографическом словаре» написано, что «она, видимо, является самой интересной частью книги».

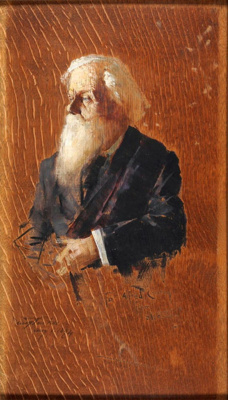
Цветная картина с изображением Генри Паркса авторства австралийского пейзажиста Артура Стритона, являющаяся обложкой его биографии 1980 года от Алана Уильяма Мартина

В 1853 году Паркс активно противостоял Уильяму Уэнтворту — крупному землевладельцу, разрабатывавшему конституцию Нового Южного Уэльса. Данный проект не нравился ни Парксу, ни либеральной элите колонии. Британец решил принять участие в довыборах в Законодательное собрание, но проиграл их.
В 1854 году Паркс вновь принял участие в довыборах в парламент от Сиднейского округа (это место ранее занимал Уэнтворт, отбывший в Англию) и выиграл их, победив консервативного кандидата Чарльза Кемпа. Кампания 1854 года рассматривалась в обществе как противостояние либеральной и консервативной точек зрения на конституционный вопрос, и либералы одержали верх при поддержке радикалов, которые предпочли Паркса Лэнгу. В парламенте Паркса тепло принял лидер либералов Чарльз Коупер. Избрание в Законодательное собрание знаменовало вхождение Паркса во внутренние круги данного руководства.
Однако Паркс стал членом Законодательного собрания достаточно поздно: конституционные предложения рассматривались уже не местными политиками в Австралии на дебатах, а властями непосредственно в Лондоне. Австралийские законодатели в это время рассматривали вопросы местного значения: создание мореходного училища для юношей, ввоз рабочей силы из Азии и состояние сельского хозяйства. Паркс всеми силами пытался ограничить китайское влияние на колонию, вместо этого стараясь стимулировать иммиграцию европейцев, а также добивался введения всеобщего образования.
В январе 1858 года Паркс принял участие в новых выборах в парламент и снова одержал победу. В марте того же года он вошёл в состав крупной либеральной группировки первого законодательного собрания Сиднея, которое было учреждено принятием новой конституции, но в августе был вынужден уйти в отставку из-за своей экономической несостоятельности. Это было связано с финансовым крахом газеты Empire, который знаменовал и крах его мечты о создании «независимой силы, оживляющей, развивающей и направляющей политическую жизнь страны». Тогда же Паркс вышел из либеральной оппозиции. Ему пришлось фактически начинать жизнь заново, он прошёл процедуру банкротства и некоторое время выживал лишь за счёт помощи друзей и доходов от нечастых газетных публикаций. В 1859 году Паркс принял решение участвовать в выборах от восточно-сиднейского округа, планируя в случае поражения окончательно забросить политику и заняться юриспруденцией. Однако выборы принесли ему победу, и он вернулся в парламент уже против всех групп.
Об этом периоде своей жизни Паркс пишет в автобиографии: «Я сразу же приступил к работе с поразительным рвением. Просидеть всю ночь было для меня развлечением. Я не знал, что означает слово „усталость“. Я покидал парламент, когда он закрывался, и шёл в офис „Империи“, где оставался до рассвета. День и ночь я был на работе. Очень часто я не ложился спать тридцать шесть и сорок восемь часов подряд. Я верю, что в те дни я мог бы пойти в огонь ради моих убеждений».
Основным достижением этого периода было создание так называемого «парламентского комитета по изучению положения рабочего класса». Жилищные условия для многих сиднейцев были плачевными. Люди жили в лачугах, высокая арендная плата привела к перенаселённости, а на улицах находились тысячи бродячих детей. Многие молодые девушки были принуждены к проституции. Вклад Паркса в это расследование привлёк к этому вопросу внимание общественности.

### После банкротстваEmpire
Паркс пришёл в парламент с критикой либерального истеблишмента, союзником которого был до этого, и в 1859—1860 годах создал собственный блок. Тем не менее он продолжал испытывать финансовые трудности, что угрожало и его политическому положению. В результате в начале 1861 года он принял предложение Коупера совершить поездку по Англии с лекциями на тему эмиграции, согласившись на зарплату в тысячу фунтов стерлингов.
В мае того же года Паркс отплыл в Британию, оставив семью на арендованной ферме. Прибыв в метрополию, он приступил к возложенным на него обязанностям с усердием, но без особого успеха. Причины противодействия агитации Паркса сформулировал барон Джон Пакингтон, с которым тот встретился в Дройтвиче. По словам барона, он не хотел бы, чтобы «лучшие силы английского общества искали дом где-то ещё».
Несмотря на это, в начале 1863 года Паркс возвратился в Синдей воодушевлённым. Его уверенности в себе способствовал доброжелательный приём со стороны ряда правительственных чиновников и известных писателей, таких как Томас Карлейль, Хьюз и Ричард Кобден. В городе он открыл новое дело, начав импорт модных товаров в надежде, что за следующие 6 лет сможет обеспечить себя и семью на всю оставшуюся жизнь.
Возможность вернуться в парламент появилась в августе. Консерватор Джон Дарвал переизбирался на пост министра в Ист-Мейтленде, пригороде Мейтленда близ Сиднея. Паркс выставил против него собственную кандидатуру, но после ожесточённой предвыборной кампании потерпел поражение.
Следующая возможность представилась в январе — феврале 1864 года, на происходящих довыборах. На сей раз Паркс одержал решительную победу, завоевав депутатское место, которое удерживал до 1870 года. В парламенте он вплоть до конца 1866 года продолжал борьбу с фракцией Коупера, собирая обратно своё крыло последователей и пополняя его новыми членами. Вместо двух фракций — либеральной и консервативной — в парламенте сформировались три, две из которых были либеральными, а третья — консервативной. В 1865 году Коупер дважды безуспешно пытался купить лояльность Паркса, предлагая сначала прибыльную должность инспектора тюрем, а затем и министерский пост в своём кабинете. Вместо этого Паркс заключил договор со старым знакомым Джеймсом Мартином, который когда-то работал в его газете. Объединившись, они вынесли официальное порицание действиям кабинета Коупера, и в благодарность при формировании нового правительства во главе с Мартином Паркс получил одну из высших должностей в колонии — колониального секретаря.
В составе правительства Паркс в 1866 году провёл через парламент закон о публичных школах, сделавший более доступным образование в колониях Британской империи и объединивший управление школами в руках Совета по образованию. Ранее в стране существовали лишь церковное образование и школы, основанные метрополией, конкуренция между которыми ложилась бременем на бюджет колонии.
Однако созданная Парксом и Мартином коалиция представляла собой не более чем «брак по расчёту», поэтому она не смогла разработать единую программу. Её лидеры расходились по таким важным вопросам, как таможенные тарифы, государственная помощь колонистам, избирательное право и земельный вопрос. Благодаря Парксу в страну прибыли Люси Осберн (английская медсестра, считающаяся основательницей современного медсестринского дела в Австралии) и другие медсёстры, прошедшие школу Флоренс Найтингейл, медицинская помощь в стране стала доступнее и проще, но сторонники Мартина пытались блокировать даже этот шаг. Даже закон о школах был продвинут лишь с помощью оппозиционно настроенных к королевскому адвокату депутатов.
В 1868 году Генри О'Фаррелл попытался совершить первое в истории Австралии политическое убийство. Его целью был герцог Альфред Саксен-Кобург-Готский, британский принц, сын королевы Виктории. Правительство колонии, заподозрившее, что за покушением стоял заговор фениев, ирландских революционеров-республиканцев, приняло крайне жёсткий закон о государственной измене, де-факто приостанавливающий действие гражданских прав, но никакого заговора раскрыть не удалось. В одной из своих речей Паркс заявил, что у него есть доказательства о причастности фениев к убийству и что они также убили одного из заговорщиков, планировавшего донести на них властям. У этого заявления была явная политическая подоплёка, но тогдашняя переписка Паркса показывает, что он и на самом деле был охвачен страхом за свою безопасность и убеждён, что католики планируют захват власти в колонии. Был создан специальный комитет под руководством Уильяма Джона Маклея, но это не дало никаких результатов. Паркс был вынужден отступить, а позже и вовсе принять резолюцию об исключении собственного предложения по ужесточению политики в отношении ирландцев из парламентских протоколов.
Тем временем Паркс снова столкнулся со всё усугублявшимися финансовыми проблемами. Его импортная компания прогорела, в 1870 году он снова заявил о несостоятельности и прошёл процедуру банкротства. Он отказался от своего места в парламенте, но заверил свою сестру, что вскоре будет переизбран в Законодательное собрание: «как только я решу предложить свою кандидатуру, как бы это ни странно звучало, две трети представителей торговых классов проголосуют за меня. Они считают, что я совершенно непригоден для бизнеса, но самый подходящий человек для парламента».
Некоторое время Паркс вновь перебивался случайными заработками журналиста, а также коммивояжёра в фирме Хайдена Холла. Однако в январе 1872 года он вновь был избран в парламент и объединился с либералами Коупера ради свержения коалиционного правительства премьер-министра Джона Робертсона, вскоре после ухода Паркса вновь занявшего пост, и Джеймса Мартина, снова ставшего королевским адвокатом. В феврале — марте прошли всеобщие выборы в колонии, завершившиеся победой либеральной оппозиции. После сложных переговоров между членами либерального блока Паркс впервые занял пост премьер-министра Нового Южного Уэльса. Он стал главой политического совета колонии, возглавляя мощное правительство в лице верных ему бывших сторонников как Робертсона, так и Коупера. Также в состав его группы входил Эдвард Батлер, адвокат, благодаря которому Паркса поддержало большинство католиков в колонии.
Важным достижением этого периода деятельности Паркса стало создание бесплатных библиотек, благодаря которым уровень знаний у рабочего класса стал намного выше. Они были созданы в 1860-х годах, когда в Сиднее было уже 30 книжных магазинов.

## Во главе Нового Южного Уэльса

### Противостояние с Робертсоном

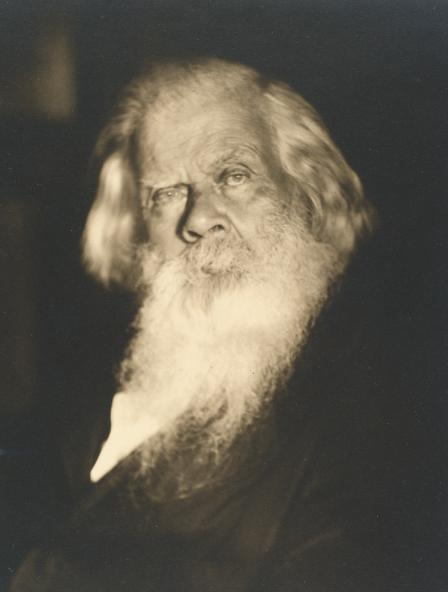
Фотография Паркса авторства Генри Уолтера Барнетта

Первая половина 1872 года, когда Паркс впервые стал премьер-министром колонии Новый Южный Уэльс, пришлась на период значительного экономического процветания. Финансовый год правительство закончило с бюджетным профицитом, в первую очередь благодаря продаже государственных земель. На эти деньги правительство Паркса начало общественные и торговые реформы, направленные на развитие колонии. Среди прочего, правительство Паркса заключило с властями Виктории договор о беспошлинной торговле. Благодаря этому за премьер-министром закрепилась репутация ведущего идеолога открытой торговли.
Несмотря на то, что в Законодательном собрании у правительства Паркса было большинство, правительственные проекты об изменении границ избирательных округов и консолидации уголовного законодательства были серьёзно ослаблены исполнительным советом при губернаторе колонии. Кроме того, губернатор отклонил запрос кабинета Паркса о новых назначениях, а также препятствовал праву избирать советников в верхнюю палату парламента. Отголоски этого противостояния принесли Парксу репутацию «старого либерала». В 1873 году Паркс смог продвинуть закон: он ввёл либеральный торговый тариф, который сменил протекционистский, принятый восемью годами ранее. Однако в том же году в отставку подал его старый друг Батлер. В своё время Паркс намекал ему, что может назначить его главой верховного суда, когда эта должность освободится, но когда вакансия действительно образовалась, надежды Батлера оказались обмануты. После этого он предал гласности свою переписку с Парксом. Это произвело настолько сильный эффект, что население колонии решило, будто бы правящий альянс является либерально-католическим, а у протестантского большинства колонии католики ассоциировались с протестующими ирландцами. Это привело к потере Парксом значительной части популярности, которую он восстановил позднее благодаря своей усердной работе.
Спустя год губернатор Робинсон по просьбе двух сестёр освободил Фрэнка Гардинера — шотландца-бушрейнджера, который до этого был приговорён к 32 годам каторги за ограбление золотого каравана. Из этого срока Гардинер отбыл только 10 лет. Протесты Законодательного собрания не возымели действия, и в январе 1875 года правительство Паркса в полном составе ушло в отставку.
Паркс возглавлял парламентскую оппозицию Робертсону, вновь избранному премьер-министром колонии, с 1875 по 1877 год, а также был премьер-министром с марта по август 1877 года. К этому времени политическая жизнь в колонии пришла в состояние хаоса. Из глав парламентских групп 1860-х годов активны оставались лишь Робертсон и Паркс, а Коупер покинул парламент, при этом ни один из лидеров не смог создать устраивающую всех программу реформ. Возникшая в парламенте «третья партия» тоже не решила проблем, и ни одна из фракций не могла задержаться у власти надолго. В попытке остановить хаос Робертсон покинул парламент, надеясь, что в его отсутствие законодатели вернутся к естественному противостоянию двух партий. Четыре дня спустя его сторонники признали лидерство Паркса. Благодарный Паркс 21 декабря 1877 года окончательно сформировал новый кабинет и назначил Робертсона, оперативно введённого в состав верхней палаты, вице-президентом исполнительного совета, а сам стал премьер-министром более чем на 4 года, на самый длительный в своей карьере срок.

### Третий срок и реформы
В годы третьего премьерского срока законопроекты Паркса становились всё амбициознее, а находящееся на его стороне большинство в нижней палате принимало их один за другим. В 1880 году он довёл до конца свою реформу образования. Оно стало обязательным, бесплатным и светским, полностью отделённым от церкви. Также он продолжил создание в Австралии зоны свободной торговли, снизив недавно вновь повышенные пошлины, значительно расширил систему железных дорог, а также ограничил китайскую эмиграцию в страну, введя для её представителей жёсткий подушный налог. Помимо этого, Паркс установил ответственность работодателя за травмы на производстве, расширив компенсацию. При этом он вёл активную пропаганду колониальной жизни, приглашая всё больше поселенцев из Великобритании. В 1881 году был принят закон о лицензировании, регулирующий продажу спиртных напитков в колонии и гарантирующий право местных властей на ограничение такой торговли.
Одним из главных достижений Паркса считается введение всеобщего равного образования, к которому он постоянно стремился. По этому поводу он постоянно ссорился с духовенством, как католическим, так и англиканским (у которого также существовали и существуют свои школы); сам премьер при этом исповедовал конгрегационализм — гораздо более радикальную ветвь протестантизма, чем англиканство. Особенно враждебные отношения у Паркса сложились с Роджером Воганом, католическим архиепископом Сиднея. Паркс никогда не выступал против религии как таковой, но был убеждён в необходимости введения независимого образования. Он принимал католическую позицию, однако его не устраивало, что дети-католики обучаются в отрыве от всех остальных. Воган последовательно защищал существование отдельной католической системы образования и до конца жизни прилагал усилия к её развитию и укреплению в своей епархии. После его смерти следующий архиепископ уже не смог противостоять колониальному правительству, что помогло Парксу, избранному позже на четвёртый срок премьерства, окончательно ввести всеобщее равное образование для представителей всех религий. Помимо этого Парксом был основан так называемый «рабочий колледж». Ко времени смерти политика туда было зачислено уже 2000 студентов. Это здание позже превратилось в Сиднейский технический колледж, главное учреждение среднего-профессионального образования в городе.
В декабре 1881 года, когда Паркс по настоянию своего лечащего врача отправился в отпуск, обязанности премьер-министра стал исполнять Робертсон, с которым на тот момент у Паркса сложились не только деловые, но и дружеские отношения. Сам Паркс отправился за границу, где его принимали, по определению «Таймс», как «самую влиятельную фигуру в австралийской политике». В ходе поездки он продвигал интересы Австралии, в частности добившись поддержки Соединёнными Штатами транстихоокеанского пароходства, а также ослабления импортных пошлин на австралийскую шерсть. Хоть речи и беседы не оказали особого влияния на политику США, к Парксу повсюду относились с повышенным вниманием, что сделало эти шесть недель его небольшим личным триумфом. Проехав по Америке, он прибыл в Англию в марте 1882 года. Здоровье 66-летнего Паркса было всё ещё слабым, но он сумел проявить себя как один из «светских львов» сезона. «Я могу наслаждаться ужинами, поскольку нагрузка на меня невелика, а новые знаменитости, которых я постоянно встречаю, представляют для меня неизменный интерес», — писал он о поездке.
С Парксом общались многие: члены королевской семьи, политики, австралийские экспатрианты, представители гильдий и компаний; он выступал с речами на обедах, посетил Бирмингем в качестве гостя мэра, провёл три дня с Теннисонами, обедал в Брюсселе с королём и королевой Бельгии и провёл день в Потсдаме в качестве личного гостя принца Фридриха и его жены, старшей дочери королевы Виктории. По приглашению лорда Ли австралийский премьер-министр посетил место своего рождения, Стоунли.
В августе Паркс вернулся в Австралию, где его чествовали на гражданских банкетах в Мельбурне и Сиднее. После этого он предпринял решительную попытку новых реформ, целью которых было создание всеобъемлющей системы местного самоуправления и объединение всех пяти австралийских колоний в общую конфедерацию. Однако ситуация была неблагоприятна для него. Паркс потерпел поражение в ряде регионов в ходе всеобщих выборов и не смог сформировать большинства в парламенте Нового Южного Уэльса. 4 января 1884 года правительство подало в отставку.

### Борьба с правительствами Стюарта и Дженнингса

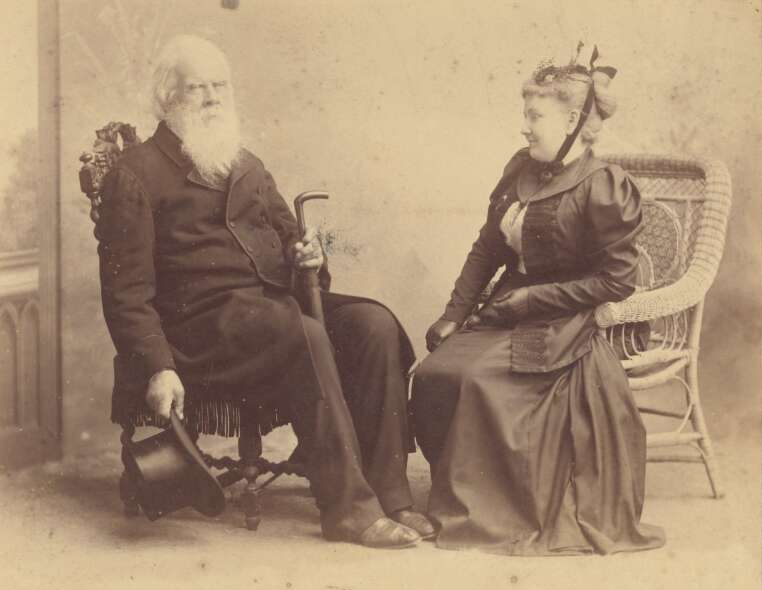
Паркс со второй женой Элеонорой в 1890 году

Как отмечал новый губернатор Огастес Лофтус, Паркс растратил «популярность и доверие, которыми он раньше пользовался… приобрёл диктаторские замашки в своём образе действий и заносчивую манеру поведения и, осознанно или нет, взял в привычку деспотический тон, который в последнее время стал оскорбительным по отношению не только к парламенту, но и ко всей стране».
Утрата должности ослабила интерес Паркса к политике, а потеря министерской зарплаты принесла финансовые проблемы. Он снова сделал попытку вернуться в бизнес, отправившись в Англию в качестве агента одной из сиднейских фирм, и не возвращался в Австралию с июня 1883 по август 1884 года. В Англии общение в большом кругу знакомых перемежалось с работой над собственными делами. Паркс выступал в Торговой палате Глазго и был основной движущей силой при основании «Австралазийской инвестиционной компании». По настоянию избирателей он вернулся в Австралию в качестве рядового члена оппозиции правительству Александра Стюарта. В это время экс-премьер писал другу, что внутренние трудности заставляют его завершить «большую карьеру» и полностью посвятить себя улучшению своего финансового положения.
Однако этот «добровольный выход на пенсию» закончился уже в марте 1885 года, когда исполнявший обязанности премьера У. Далли решил послать войска в Судан. Паркс выступил категорически против и принял решение снова бороться за место в парламенте, назвав это «единственным конституционным способом выявить мнение народа». Выборы окончились для него удачно (вместе с ним в парламент был избран и его сын), а его ярое противостояние джингоизму нанесло серьёзный удар по престижу действующего правительства Стюарта. Паркс, обвинявший кабинет премьера в коррупции, вновь стал ведущим оратором оппозиции.
На следующих выборах Паркс опередил своего соперника в округе Сент-Леонардс и вновь получил место в парламенте. Правительство Стюарта пало после выявления большого дефицита бюджета в результате экономического спада и падения доходов от продажи земли. В новом кабинете, который было поручено сформировать Робертсону, Парксу была предложена министерская должность, однако он отказался, оставшись в оппозиции. Уже в феврале 1886 года пало и правительство Робертсона, и должность премьер-министра получил Патрик Дженнингс, начав борьбу с финансовым кризисом в стране. Однако он был ирландцем и католиком, и данный факт совершенно не устроил Паркса. Кроме того, новое правительство внесло в парламент проект о введении адвалорного тарифа (метод расчёта пошлины в варьирующихся процентах относительно таможенной стоимости, а не в абсолютных числах), что оппозиция расценила как «ползучий протекционизм». После трёх дней дебатов, в полночь в субботу 10 июля, Паркс увёл своих сторонников из зала заседаний, бросив на стол Дженнингсу письменный протест, в котором обвинял того в нарушении конституции и святости дня субботнего.

### Четвёртый и пятый сроки

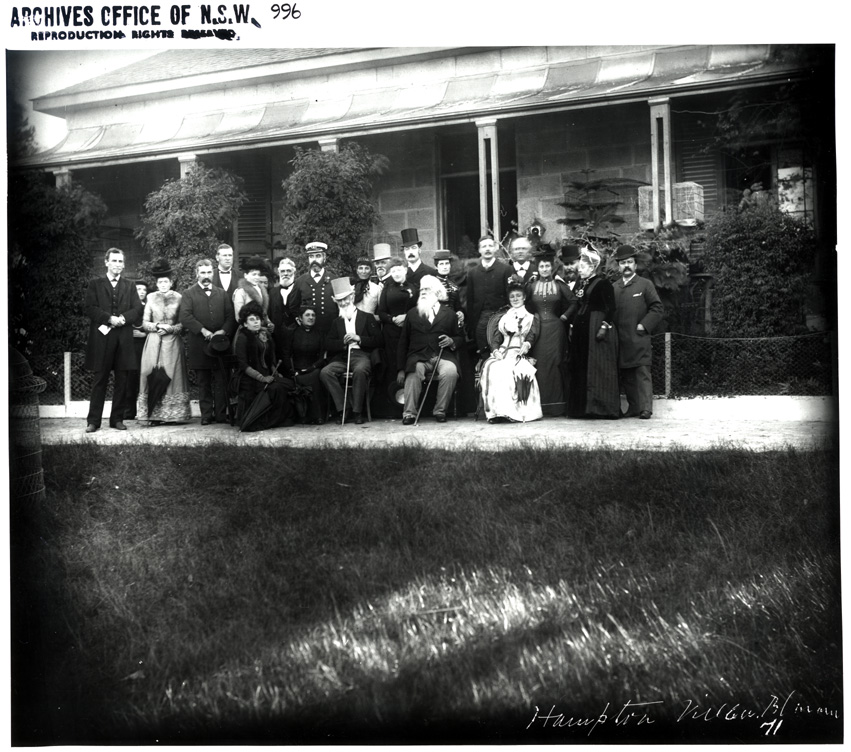
Паркс и члены его министерства

Когда Дженнингс ушёл в отставку в январе 1887 года, Паркс сформировал своё четвёртое правительство и отправился в поездку по стране под лозунгом «хорошее правительство и свобода коммерции». Совместно с Джорджем Ридом (будущим премьер-министром страны) Паркс основал Партию свободной торговли и заявил о своём участии в выборах в парламент Нового Южного Уэльса 1887 года, на которых одержал решительную победу во многом благодаря собственной активной избирательной кампании. Его партия получила 73 места против 37 у оппонентов. В новом парламенте он возглавил большинство, чья приверженность принципу свободной торговли способствовала тому, что политические разногласия приобрели партийную форму, положив конец старой фракционной системе. Министерская зарплата компенсировала Парксу крах его коммерческих надежд после третьего банкротства.
К 1889 году кабинет Паркса окончательно сбалансировал бюджет, сделав его профицитным, ввёл поправки в законы о тарифах, банкротстве и в уголовный кодекс. Вслед за этим Паркс наложил ограничения на китайскую эмиграцию, которая вызвала на тот момент в стране эмиграционный кризис, что привело к конфронтации с рядом других колониальных лидеров и имперским правительством. Среди последователей премьер-министра возникло брожение в связи с его уклончивой позицией по вопросам свободной торговли и прямого налогообложения, затронувшее и членов кабинета. На это также наложилась личная трагедия: умерла первая жена Паркса, а его свадьба в англиканской церкви в феврале 1889 года оскорбила его семью и вызвала общественное порицание.
Паркс подал в отставку 16 января 1889 года. В знак протеста сторонники свободной торговли сплотились под руководством Уильяма Макмиллана. Они победили на выборах и попросили Паркса возглавить новое правительство, что он и сделал 8 марта того же года. В 1890 году Паркс сломал ногу, но всё ещё могучее здоровье помогло ему оправиться без серьёзных последствий. Правительство работало до 23 октября 1891 года, в последние месяцы полностью завися от поддержки лейбористов. Существенных успехов этот кабинет не достиг, а сам Паркс больше боролся за создание Австралийской федерации, чем занимался делами колонии. Основным его достижением стало создание независимых от метрополии вооружённых сил, которые предложил ввести генерал Джеймс Эдвардс, а Паркс поддержал его устремления. Помимо этого в те годы произошла забастовка, известная как Австралийский морской спор, подавленная армией и полицией под командованием Паркса.
Паркс не добился успеха как бизнесмен или в управлении своими личными финансами, и на момент смерти у него было лишь небольшое состояние. С другой стороны, его правительства хорошо проявили себя в финансовой сфере, во многом благодаря умелому подбору руководителей казначейства. Хотя Паркс не был социалистом, он поддерживал повышение уровня жизни рабочего класса. В последние годы своей карьеры ему пришлось отказаться от некоторых планируемых социальных реформ из-за сильной консервативной оппозиции, с которой он столкнулся.

## Борьба за единый Австралийский союз

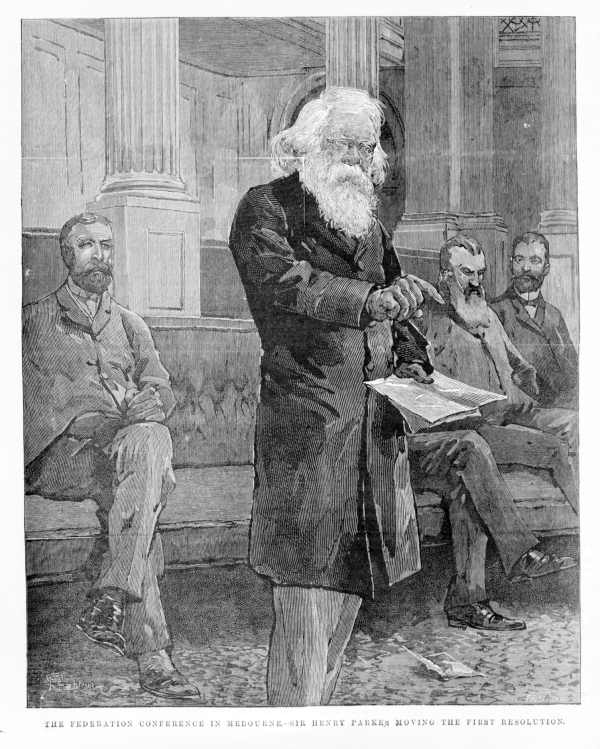
Гравюра на дереве. Сэр Генри Паркс вносит первую резолюцию. 1 марта 1890 года, Мельбурн

Главным делом жизни Паркса, наряду с борьбой за иммиграцию с Британских островов, была борьба за формирование Австралийского содружества (англ. Commonwealth) или федерации. Впервые он высказал эту идею в 1867 году и впоследствии поднимал тему неоднократно.
Поначалу Паркс отвергал идею федерального устройства Федерального совета. Более привлекательной для него была предложенная судьёй Альфредом Стивеном идея переименования Нового Южного Уэльса в Австралию и последующего объединения всего континента под контролем этой колонии. Эта позиция мешала его сближению со сторонниками федерации. Лишь в начале 1889 года Паркс объявил в Мельбурне, что «от всего сердца» поддерживает идею федерации. Живой отклик у него вызвало высказанное в июне того же года мнение лорда Чарльза Уинн-Карингтона о том, что объединение колоний станет «славным завершением» его политической карьеры. Паркс писал своей дочери о том, что он потерял большую часть «прежнего удовольствия от парламентской работы» и был тронут «неоднократными предложениями и приглашениями от других колоний» стать «лидером великого движения за федеративное объединение на прочной основе». В октябре он направил генералу Эдвардсу, который на тот момент был английским инспектором по военным делам в колониях, предложение, которое тот передал позже королеве Виктории: объединить вооружённые силы колоний для возможности быстрой всеобщей мобилизации и увеличения их обороноспособности.

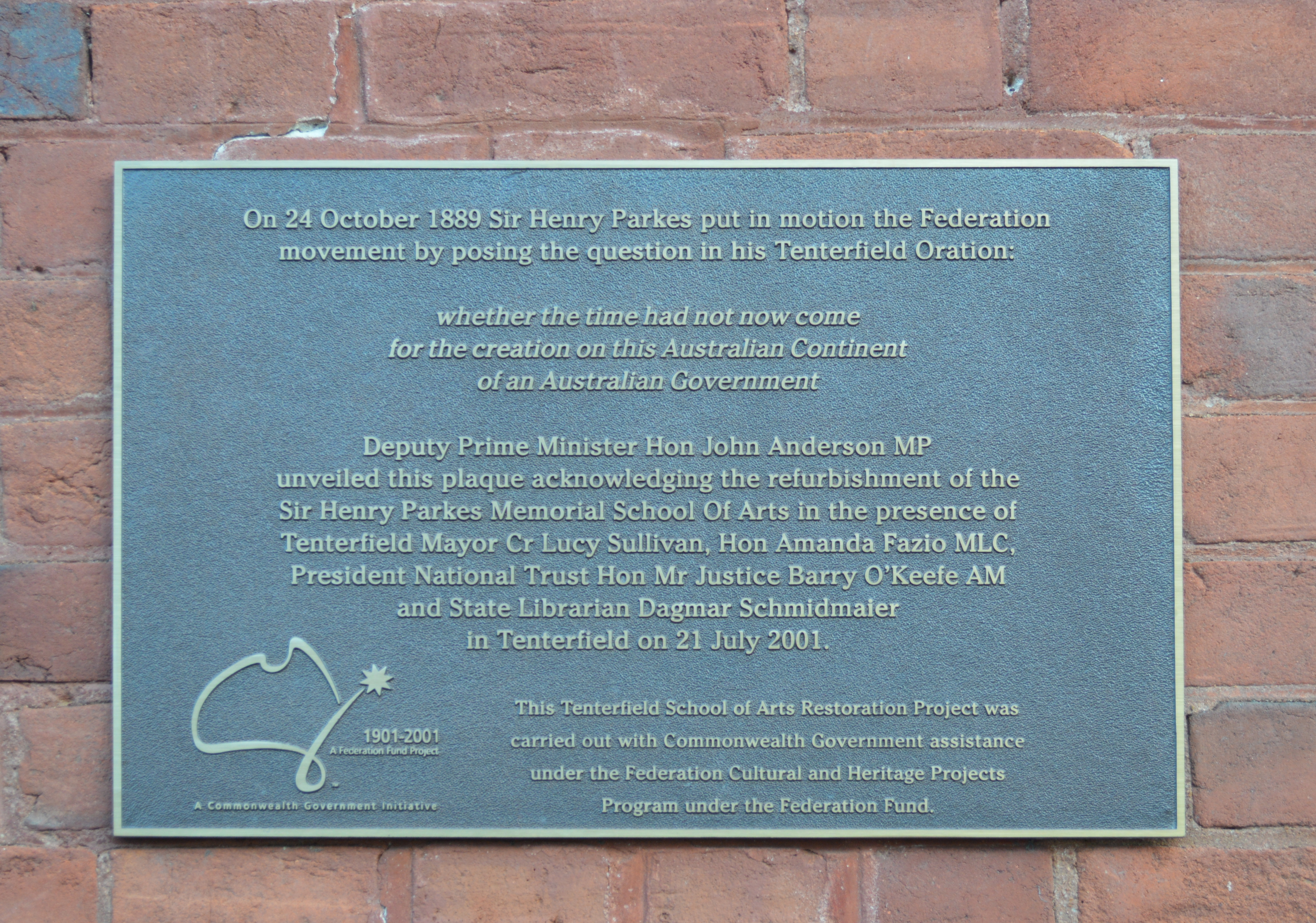
Памятная табличка в честь Тентерфилдской речи

В том же месяце Паркс произнёс памятную речь в Тентерфилдской школе искусств, в которой яро призывал к объединению 6 колоний на континенте в единое государство. Эта речь считается началом процесса федерализации Австралии. В ней говорилось о парламенте Нового Южного Уэльса и парламенте Квинсленда и цитировалось стихотворение Джеймса Брантона Стивенса «Доминион». В честь данной речи на стене школы искусств установлена памятная табличка.
В 1890 году была созвана первая конференция в Мельбурне, на которой председательствовал премьер Виктории Дункан Гиллис, но основной фигурой был Паркс как покровитель конклава. А уже в 1891 году Паркс был председателем на Австралазийском съезде, который был созван по его инициативе и на котором он предложил первый вариант конституции (который так и не был принят, поскольку вызвал противодействие лейбористов и части сторонников свободной торговли), но ему не удалось дожить до создания доминиона Австралийский Союз и появления его первой официальной конституции 1 января 1901 года. В этот же день его труд был отмечен всеми присутствующими на конференции, которые торжественно выпили в его честь.
В целом идея объединения страны поддерживалась буржуазией всего Нового Южного Уэльса, однако отношение к ней в прочих колониях было различное. Например, в Виктории настаивали на продолжении развития каждого штата по отдельности, и объединение вызвало там обострение сепаратистских тенденций, которые выражались в попытках достижения максимального самоуправления:5.

## Конец премьерства

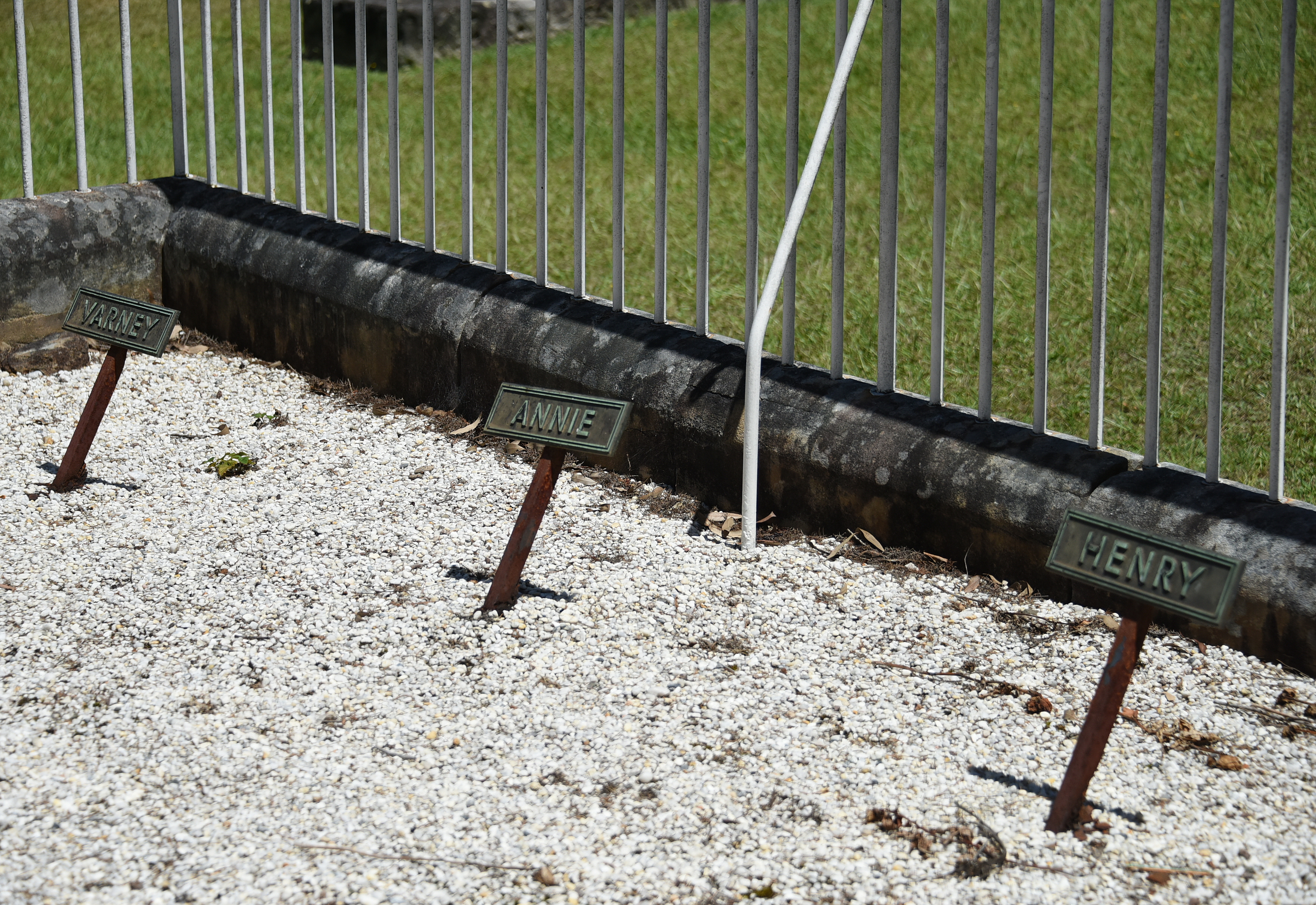
Семейные могилы Парксов на кладбище Фолконбридж

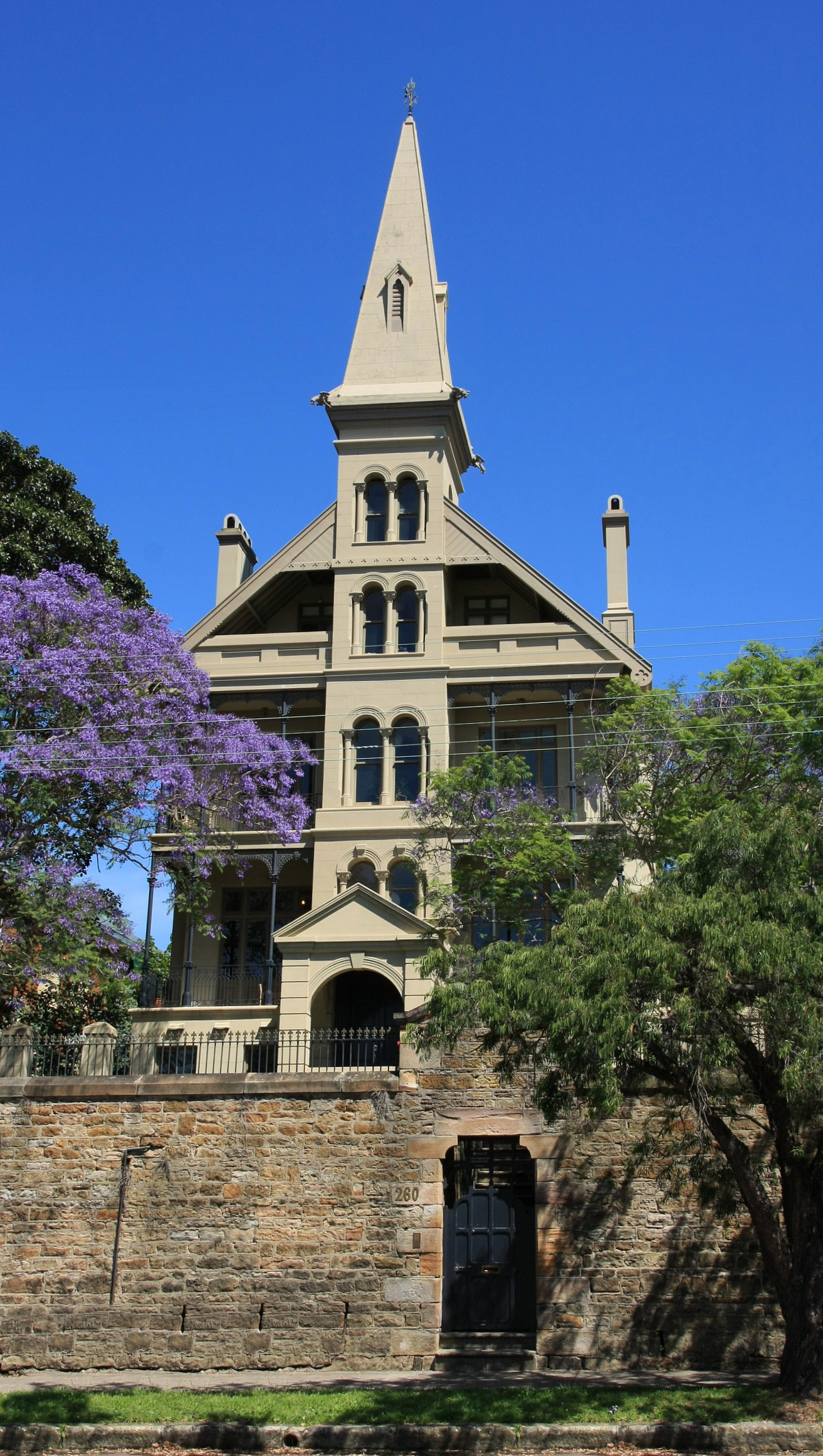
«Кенилворт», дом в готическом стиле в Аннандейле, где Паркс жил с 1892 по 1896 год

В октябре 1891 года Паркс поддержал предложение о прекращении дебатов по повторному внесению законопроекта о регулировании угольных шахт. Это предложение, однако, было отвергнуто парламентом, и премьер подал в отставку, покинув должность с «радостным удовлетворением». Хотя ему предлагали остаться лидером оппозиции и своей партии, он отказался. «Я работаю над своей книгой и… отдыхаю от политических потрясений», — говорил он лорду Уинн-Карингтону два месяца спустя. В 1892 году Паркс опубликовал автобиографию под названием Fifty Years in the Making of Australian History.
27 апреля 1896 года Паркс умер в своём доме «Кенилворт» в Аннандейле (пригороде Сиднея) от сердечной недостаточности после приступа пневмонии. Этого никто не ожидал, ведь меньше года назад он женился в третий раз, причём на женщине, которая была моложе его на 57 лет. Во исполнение завещания он был похоронен без помпезных церемоний рядом со своей первой женой в Фолконбридже в Голубых горах.
О смерти Паркса, среди прочего, сообщала заметка в австралийском издании Bulletin — эпитафия-рисунок, которая под заголовком «Конец» (лат. Finis) изображала маленького мальчика из Мэнли, который с заплаканными глазами держал в руке книгу, на корешке которой было выбито одно слово — «Паркс». «Австралийский биографический словарь» 1974 года пишет, что это, видимо, верно отображало реакцию всех жителей колонии на эту новость.

## Взгляды
Помимо активного противостояния влиянию ирландцев и католиков и открытой нелюбви к ним, Паркс был в целом явным сторонником белого населения. Он признавал, что австралийские аборигены были «фактически ограблены захватчиками». На 26 января, праздник «Дня Австралии», он никогда не приглашал местное население.
Тем не менее Паркс активно выступал против работорговли, например писал статьи в поддержку таких организаций как Anti-Slavery International, призывая к отмене рабства и осуждая «проступки прошлого». А для именования австралийского государства нередко применял слово «Империя», имея в виду то, что единые колонии по силе вполне смогли бы сравнится с метрополией.

### «Малиновая нить родства»
На конференции 1890 года Паркс впервые озвучил придуманный им термин — «малиновая нить родства» (англ. The crimson thread of Kinship). По его задумке это было нечто, что связывало австралийские колонии воедино. Он говорил о том, что все жители, приехавшие из Европы, неважно какого происхождения — кельтского или англосаксонского — взаимосвязаны и родственны между собой. Однако Генри исключал представителей всех прочих народов, принявших участие в «строительстве нации» — коренных, азиатских и прочих. Они, по его мнению, не были связаны этой «нитью» ни между собой, ни с европейцами.
В честь этого события скульптор Нельсон Иллингворт создал небольшую статуэтку. После смерти Паркса, в 1898 году с неё было сделано несколько терракотовых копий. The Sydney Morning Herald назвала их, а также само выражение настоящим символом мира и единства в стране.
Это знаменитое выражение выгравировано на многих произведениях искусства, сделанных в стране. Например на чайных сервизах и монетах. Им было вдохновлено не менее знаменитое выражение Джозефа Чемберлена, произнесённое во время британской избирательной кампании — «May the union between the colonies and the mother-land, now cemented by their blood, be for ever maintained», являющееся одним из символов австралийского национализма.
Когда в 1914 году началась Первая мировая война и многие австралийцы направились в ней участвовать, малиновая нить родства была представлена как призыв к оружию, призыв к защите своей родины от посягательств на неё врага. Однако эта позиция была осуждена представителем Аделаидской рекламной компании как призывающая более к раздору. В Австралийской армии служило несколько сотен аборигенов, а также азиаты и многие другие национальности. А величайшим из военачальников и вовсе был сэр Джон Монаш, родители которого были евреями из Германии.
Австралийский академик, историк и комментатор Джеффри Блейни, обладающий международной известностью и прославившийся работами по социальной истории Австралии, в начале 1980-х подверг резкой критике миграционную политику Австралии ввиду того, что действующее правительство приглашало в страну излишне много азиатов. Это вызвало дебаты в правительстве с предложением ограничить миграцию для китайцев и японцев. В своих словах Блейни ссылался именно на малиновую нить родства Паркса. По его словам, когда у руля страны стояли так называемые «национал-либералы» (такие как Паркс) жить в стране было комфортнее. Он говорил, что антикитайская политика была основной австралийского национал-либерализма все годы и именно она помогала стране процветать.
Идеи Блейни были поддержаны сторонниками идей национализма и расизма в австралийском обществе, в частности хансонитами — сторонниками правопопулистской теории, согласно которой поддержка групп социальных меньшинств является «обратным национализмом». Однако эти взгляды не были приняты в парламенте, также как и не нашёл поддержки у большинства австралийцев сам хансонизм.

## Оценки деятельности и личности
Паркс, которого ещё при жизни называли крупнейшей фигурой австралийской политики XIX века, считается таковым и более чем век спустя. Биографический словарь 1974 года называет его одновременно и самой загадочной фигурой, а его характер исследователи называют парадоксальным. Один из известных сторонников федерации Уильям Эстли, считающийся крупнейшим журналистом Австралии XIX века и регулярно переписывавшийся с Парксом, видел в нём «мастера в искусстве казаться великим». Также он писал, что «душой он тянулся… не к политике, а к литературе, истории и искусству… Книги и другие реликвии великих покойников были вином в его жизни… Что до его собственного места в литературе, его стихи стали крылатыми».
Один из федералистов и соратников Паркса Бернхард Уайз, привлечённый им в парламент, называл его «уважаемым вождём и близким другом».
По словам второго премьер-министра Австралии Альфреда Дикина, «хотя его (Паркса) личность не была богатой или разносторонней, она была масштабной, надёжной и внушительной, опирающейся на стихийные качества человеческой натуры, облагороженные большим умом. Он был вылеплен из того же теста, что и великие люди, и хотя он часто страдал от мелочных обид и слабостей, по сути своей он был наделённым великим разумом титаном-самоучкой, чьим естественным полем деятельности стал парламент и чьи воля и интеллект позволили ему в последние годы жизни затмить всех своих современников».
По словам биографа Паркса, профессора истории Аллана Уильяма Мартина, «тщеславие, тяга к признанию и заносчивые манеры были продуктом его неудержимого стремления к личному успеху. И всё же в его презрении к суждениям мира о его семейных и финансовых делах сквозила неистовая честность, а его внутренние ресурсы обеспечивали устойчивость к кризисам, которые других людей могли погубить».
Известный австралийский историк и писатель Стивен Дандо-Коллинз назвал Паркса классическим «универсальным человеком», колоссом, но не на глиняных ногах, перед которым открылись бы все двери, если бы он только захотел.
После 1861 года Паркс всегда носил бороду. Он всю жизнь был силён физически и выглядел скорее внушительным, чем красивым. Его волосы всегда дико вились, а лоб был большим, как и вся голова, а также покатым. В ораторском искусстве ему было мало равных среди современников-колонистов, несмотря на неуверенное произношение аспиратов и склонность к аффектации. Он собирал автографы, книги и художественные безделушки, и его друзей всегда удивлял собираемый им зверинец из местных диких животных.

## Семья
У Генри Паркса была младшая сестра Мария, которая родилась в 1824 году и умерла в Сиднее 3 октября 1891 года. Имена и судьбы остальных родственников неизвестны — предположительно, они скончались в Англии, так и не перебравшись в Сидней.

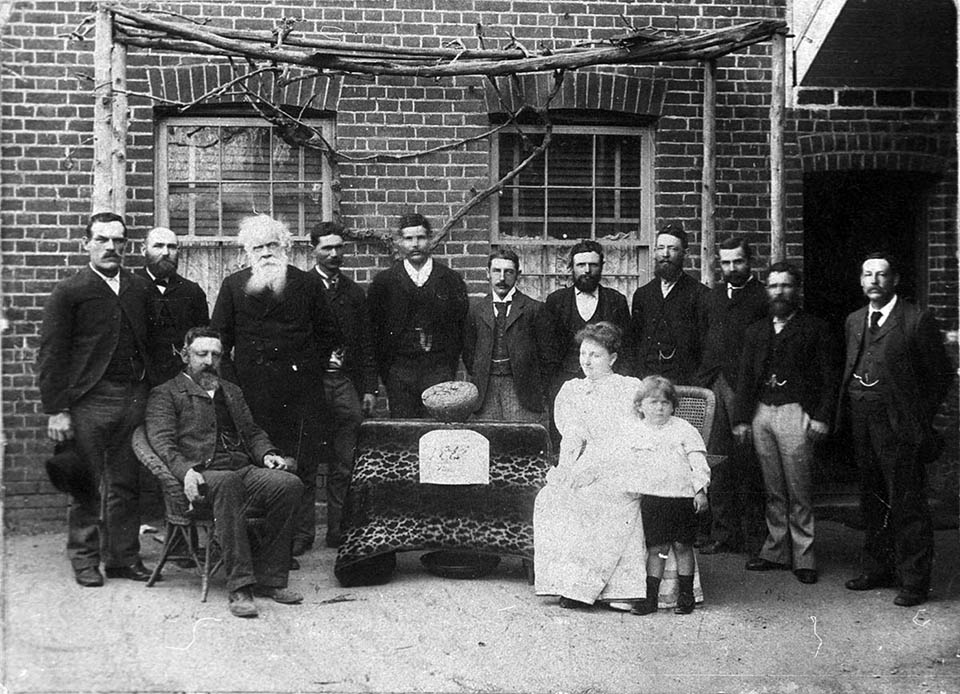
Семья Паркса, фотография

11 июля 1836 года Генри женился в городе Бирмингем на Клариде Варни (1813 — 2 февраля 1888, от рака). В браке с ней родились 12 детей:

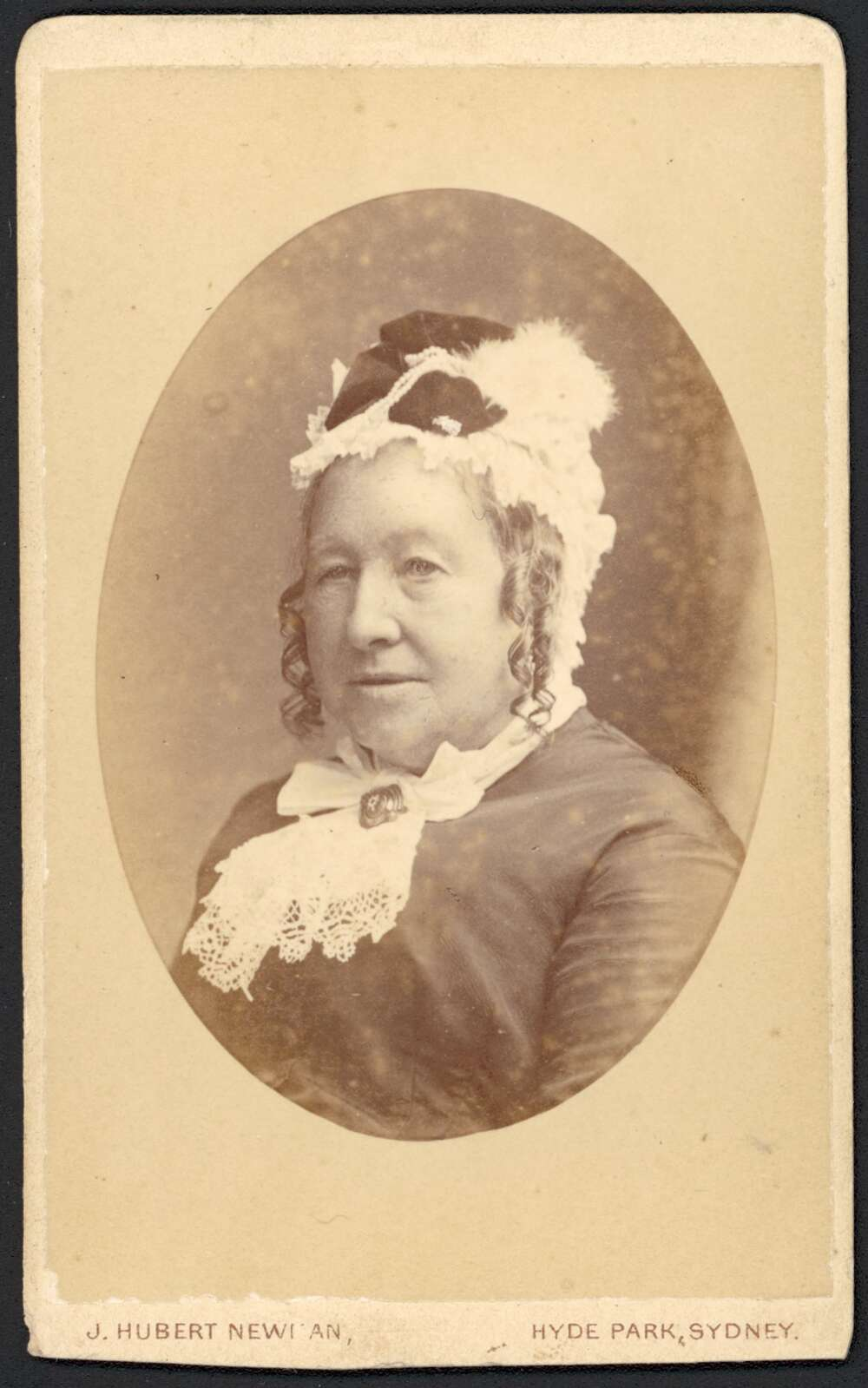
Фотография первой жены Паркса за авторством Дж. Х. Ньюмана

- Томас Кэмпбелл Паркс (18 апреля 1837 — 5 мая 1837), родился в Бирмингеме, умер, скорее всего, там же в возрасте 17 дней[101].
- Кларинда Марта Паркс (23 июня 1838 — 24 июня 1838), родилась в Бирмингеме, умерла там же в возрасте одного дня[102].
- Кларинда Сара Паркс (23 июля 1839 — октябрь 1915[103]), родилась в море во время переезда Паркса в Сидней, вышла замуж за Уильяма Тома[104], который скончался 31 июля 1877 года[105].
- Роберт Сидней Паркс (21 декабря 1843 — 2 января 1880), родился в Сиднее, работал переплётчиком в Сиднейской типографии, скончался от болезни почек в этом же городе[106].
- Мэри Паркс (16 февраля 1846 — 5 декабря 1846), родилась на территории Нового Южного Уэльса, умерла в возрасте 9 месяцев там же[107].
- Мэри Эдит Паркс (3 марта 1848 — 15 декабря 1919[108]), родилась, предположительно, в Сиднее, вышла замуж за Джорджа Мюррея, который скончался 30 марта 1898 года[109].
- Милтон Паркс (14 декабря 1849 — 19 января 1851), родился в Сиднее, умер там же в возрасте 13 месяцев[110].
- Лили Мария Паркс (27 октября 1851 — 25 марта 1854), родилась в Сиднее, умерла в Дарлингхёрсте[англ.] в возрасте 2 лет[111].
- Энни Томасин Паркс (9 января 1854 — 6 февраля 1929), родилась в Сиднее, осталась незамужней, умерла в Ньютрал-Бее[англ.]. Похоронена на кладбище Фолконбридж рядом с отцом и матерью[112].
- Гертруда Амелия Паркс (13 апреля 1856 — 31 июля 1921), родилась в Парраматте, вышла замуж за Роберта Хискокса[113] (дата его смерти неизвестна), сама умерла в Суррей-Хиллз[англ.], пригороде Мельбурна[114].
- Варни Паркс (4 июня 1859, Райд[англ.] — 14 мая 1935, Глэдсвилл[англ.][115]). В первый брак вступил 21 сентября 1883 года. Жена, Мэри Мюррей, умерла пять месяцев спустя[116], и 24 декабря 1884 года Варни женился вторично, на её старшей сестре Изабелле Мюррей (дата смерти неизвестна). Архитектор и член Законодательного собрания Нового Южного Уэльса[англ.][117].
- Лили Фолконбридж Паркс (7 февраля 1862 — 14 октября 1932), родилась в Пенрите[англ.], осталась незамужней, умерла в Креморне[англ.][118].

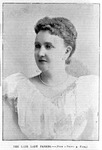
Фотография второй жены Паркса (автор неизвестен)

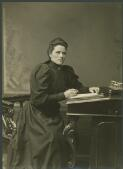
Фотография третьей жены Паркса за авторством Freeman & Co

Во второй раз Паркс женился на Элеоноре Диксон (27 февраля 1857 — 16 июля 1895, также от рака) 6 февраля 1889 года в Сиднее, в браке с ней имел двух детей, ещё трое родилось до брака.
- Сидней Паркс (1884 — 20 апреля 1937), родился в Редферне[англ.], женился на Мэрион Эдит Моррисси (дата смерти неизвестна), умер в Мосмане[121].
- Кенилворт Паркс (1886 — 4 ноября 1910), родился в Редферне, работал электромехаником в трамвайном депо Сиднея, женился на Мод Ховард (позже Армстронг, дата смерти неизвестна). Умер от столбняка в Веллингтоне[англ.][122].
- Орора Паркс (1888 — 29 октября 1974), родилась в Сиднее, вышла замуж за Эмануэля Эванса (дата смерти неизвестна), умерла там же[123].
- Генри Чарльз Паркс (1890 — 8 июля 1954), родился в Балмейне[англ.], женился на Кэтрин Раш (дата смерти неизвестна). Умер в Сиднее[124].
- Кобден Паркс (2 августа 1892 — 15 августа 1978), родился в Балмейне, женился на Виктории Лиллиман (дата её смерти неизвестна) 19 ноября 1921 года. Государственный служащий, военный (участник Первой мировой войны) и правительственный архитектор Нового Южного Уэльса[англ.][125], принимавший участие в строительстве Сиднейского оперного театра[126]. Умер в Блейкхерсте[англ.][127].

Третий раз женился менее чем за год до смерти, 23 октября 1895 года, в Парраматте на своей горничной, 23-летней поварихе и экономке ирландского происхождения Джулии Линч. Семья была возмущена этим браком ввиду долгого противостояния с ирландцами и разницы в возрасте, однако непререкаемый авторитет Паркса оказался сильнее. Детей с ней не имел. После смерти мужа она получила небольшое пособие и, более не выходя замуж, провела жизнь в воспитании приёмных детей. Она умерла 11 июля 1919 года в Льюшеме, причина неизвестна.

## Награды
Кавалер ордена Святых Михаила и Георгия (1877). В 1888 году произведён в рыцари Большого креста ордена Святых Михаила и Георгия (англ. Knight Grand Cross, GCMG), что является самой старшей степенью этой награды. В том же году он был удостоен золотой медали Cobden Cloub, который находился под патронажем Гарвардского финансового клуба, за свои успехи в деле налаживания свободной торговли.

### Стихотворения
Также литературное творчество Паркса включает шесть томов стихов: Stolen Moments (1842 г.), Murmurs of the Stream (1857 г.), Studies in Rhyme (1870 г.), Beauteous Terrorist and Other Poems (1885 г.), Fragmentary Thoughts (1889 г.), Sonnets and Other Verses (1895 г.) и два отдельных стихотворения — The Buried Chief (1896 г.) и Weary (1892 г.). Артур Мартин в «Национальном биографическом словаре» 1901 года характеризует их как «в большинстве своём грубые и неоконченные», но находит среди них и те, «что полны свидетельств наличия у автора поэтических способностей и страсти».

## Память

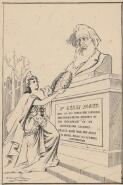
Один из бюстов в Национальной библиотеке, картина Г. У. Коттона

В самой Австралии Генри Паркс считается культовой фигурой и почитается как отец-основатель государства. Впервые его таковым назвала The Sydney Morning Herald в 1927 году, поставив «первым среди равных „отцов федерации“». Паркс изображён на почтовой марке 1951 года, 1-долларовой монете 1996 года и на 5-долларовой банкноте, выпущенной в 2001 году в честь столетия образования Союза.

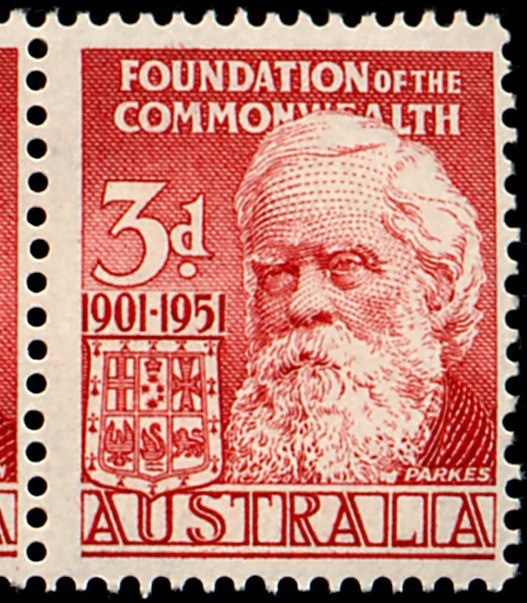
Марка 1951 года

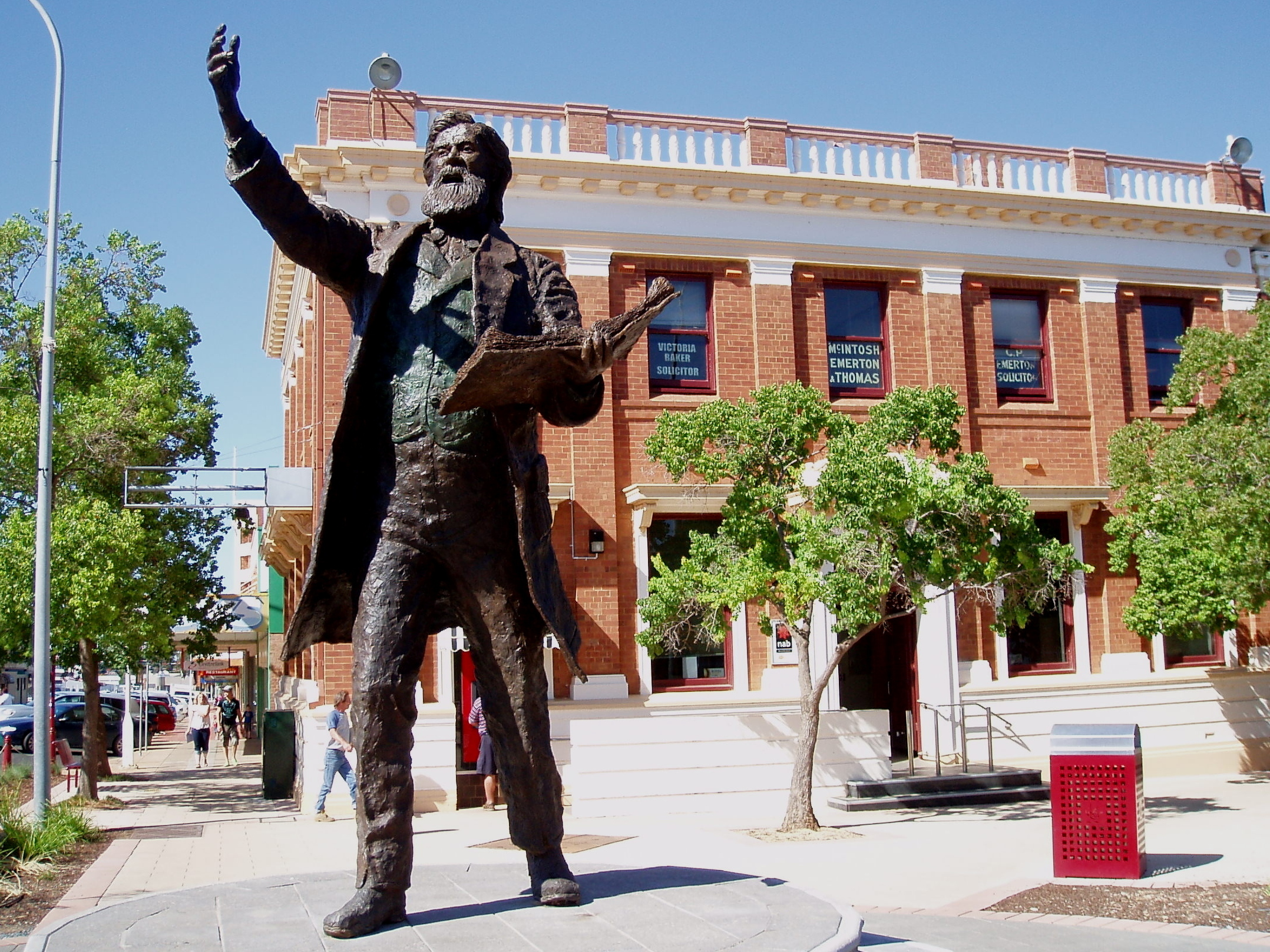
Статуя Генри Паркса

Четыре картины с изображением Паркса (за авторством Джулиана Эштона, Тома Робертса, Мэри Стоддард и Джона Чиннера) выставлены соответственно в Национальной мемориальной школе искусств, Национальной галерее, Палате законодательного совета Сиднея и Национальной библиотеке Австралии, две копии первой — в зданиях парламента Сиднея и Канберры. Бюсты работы Нельсона Иллингворта и Теодоры Коуэн стоят в Национальной библиотеке и Художественной галерее Нового Южного Уэльса. Фотография Паркса авторства Генри Уолтера Барнетта хранится в Государственной библиотеке Виктории.
В честь Паркса были названы следующие объекты в Австралии:
- Парксборн[англ.]. Городок широко известен как «маленькая утопия Паркса», считается, что именно он переименовал его, дав ему своё имя после визита в 1860 году[147];
- Паркс[англ.], город в штате Новый Южный Уэльс, где также установлена его статуя;
- Ещё одна статуя с подписью «англ. Sir Henry Parkes, my Great, Great, Great Grandfather» стоит в Сентинел-Парк[англ.], пригороде Сиднея[148];
- Средняя школа имени Генри Паркса[англ.] в одноимённом городе;
- Паркстон[англ.], пригород Калгурли, штат Западная Австралия;
- Обсерватория Паркса, радиообсерватория в 20 километрах от города в Новом Южном Уэльсе, носящего его имя;
- Паркс[англ.], пригород Канберры;
- Шоссе Паркс[англ.], магистраль близ Канберры;
- Избирательный округ Паркс[англ.], закрытый в 1969 году по решению парламента;
- Паркс[англ.], современный избирательный округ;
- Проспект в Медоуи[англ.], Новый Южный Уэльс;
- HMAS Parkes[англ.], корвет времён Второй мировой войны;
- Парк имени Генри Паркса в Сиднее;
- Henry Parkes Motor Inn Parkes, гостиница в Новом Южном Уэльсе[149].

В Англии в честь Генри Паркса названы дорога и школа.

### Комментарии
1. ↑  После объединения страны в 1901 году и появления должности премьер-министра Австралии, из названия должности руководителя парламента Нового Южного Уэльса (как и в других штатах) исчезло слово «министр», и она стала называться «премьер Нового Южного Уэльса» (англ. Premier of New South Wales)[1].
2. ↑  После его смерти та же The Times выпустила некролог озаглавленный как «Австралийский колосс» (англ. Australian colossus)[2]
3. ↑  То есть эмигранты, не способные заплатить и обязанные отработать свой переезд[15].
4. ↑  Помимо этого Паркс, например, писал в газете о своём товарище, спикере законодательной ассамблеи Нового Южного Уэльса[англ.] Дэниеле Купере, что тот «обречён влачить свои дни в скуке», когда он выбрал жизнь торговца вместо жизни юриста[20]
5. ↑  Предыдущая конституция была принята в 1843 году и основана на строгом имущественном цензе — оплате высокой ренты[13].
6. ↑  На тот момент в стране шло антиколониальное восстание махдистов, и правительства большинства колоний Великобритании всё же направили туда войска. Конкретно Австралия потеряла там не менее 9 военнослужащих по данным Австралийского военного мемориала, но повстанцы всё же потерпели поражение, и Судан остался британской колонией[60].

## Первоисточники
- Parkes Henry. Australian Views of England (англ.). — London: Macmillan, 1869. — 164 p.
- Parkes Henry. Irish imigration. Speech Henry Parkes (англ.). — Sydney: S.E. Lees, 1869. — 16 p. Архивировано 29 марта 2012 года.
- Parkes Henry. Speeches on Various Occasions Connected with the Public Affairs of New South Wales, 1848—1874 (англ.). — Melbourne: Robertson, 1876. — 464 p.
- Parkes Menie, Sir Henry Parkes. Letters from Menie: Sir Henry Parkes and His Daughter (англ.) / ed. A.W. Martin. — Melbourne: Melbourne University Press, 1983. — 192 p. — ISBN 978-0522-84222-7. Архивировано 24 июня 2021 года.
- Sir Henry Parkes. An Emigrant's Home Letters (англ.). — Sydney: Angus & Robertson, 1896. — 164 p. Архивировано 24 июня 2021 года.
- Sir Henry Parkes. Fifty Years in the Making of Australian History (англ.). — London: Longmans, Green and Co, 1892. — 679 p. — ISBN 978-1593-77515-5.
- Sir Henry Parkes. Speeches of Sir Henry Parkes, G.G.M.G., M.P., Prime Minister of New South Wales (англ.). — Sydney: Turner & Henderson, 1888. Архивировано 24 июня 2021 года.
- Sir Henry Parkes. Our growing australian empire (англ.) // The Nineteenth Century[англ.] : pereodical. — London: Knowles James Thomas[англ.], 1884. — January (vol. 15, iss. 83).
- Sir Henry Parkes. Sir Henry Parkes on the Polynesian Slave-Trade (англ.) // Anti-Slavery Reporter[англ.]. — London: Anti-Slavery International[англ.], 1892. — July (vol. 12, iss. 4). — P. 179—180.
- Sir Henry Parkes. The Federal Government of Australasia: Speeches Delivered on Various Occasions (англ.). — Sydney: Turner & Henderson, 1890. — 189 p. Архивировано 24 июня 2021 года.